# Sphaerulina musae
Sphaerulina musae är en lavart som beskrevs av T.Y. Lin & J.M. Yen 1971. Sphaerulina musae ingår i släktet Sphaerulina och familjen Mycosphaerellaceae.   Inga underarter finns listade i Catalogue of Life.